# 아열대

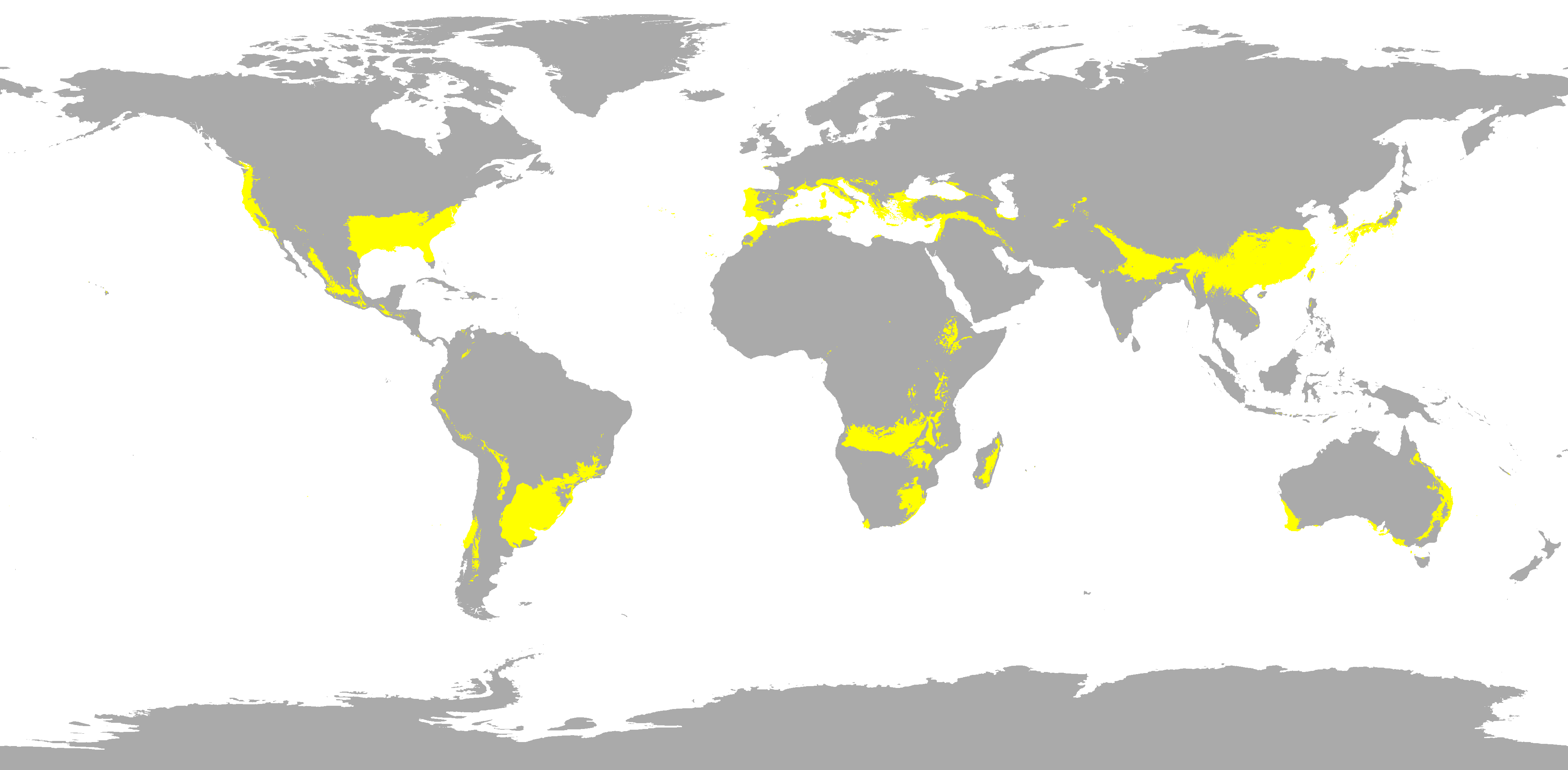
아열대

아열대(亞熱帶, 영어: subtropics 또는 subtropical zones)는 열대 주변에서 나타나는 기후이다. 주로 북회귀선과 남회귀선 일대에서 나타난다.
한편 열대인 지역이더라도 고도가 높은 곳이 아열대 기후가 되기도 한다. 아열대의 대표적인 식생은 배롱나무, 내한성 야자류, 상록성 참나무류 등으로 최근 지구 온난화로 인해 온대 지역인 한반도도 아열대 기후로 바뀔 위기에 놓여 있다. 
그러나 바다를 제외하고 기온이 서늘한 편인 한반도(경남도, 전남도, 제주도 등 남도3도 제외)는 아직 아열대 기후에 미치지 못했으나, 한국의 영토보다 더욱 습하고 따뜻한 이웃 국가들인 일본열도의 오키나와 일대, 대만섬 전역, 홍콩 등은 육지에도 이미 아열대를 맞이했다. 그러나 지구 온난화가 지속 된다면 2100년의 동아시아는 열대계열에 합류하게 되며, 한반도 중부와 남부(백두산 등 한랭대인 극북지역 제외), 중국 대륙 베이징 전후, 일본 열도 전역이 아열대에 진입하게 된다.

## 아열대 식물

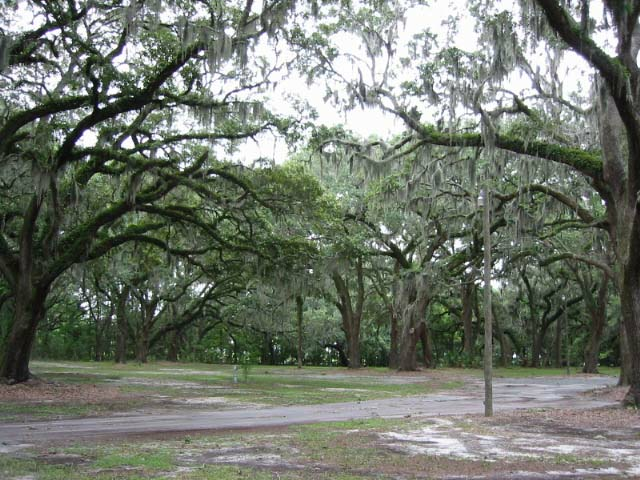
서배너: 스패니시 모스(소나무겨우살이의 일종)와 함께 있는 라이브 오크(떡갈나무의 일종). 미국 동부의 아열대 지역에서 흔히 찾을 수 있는 모습이다.
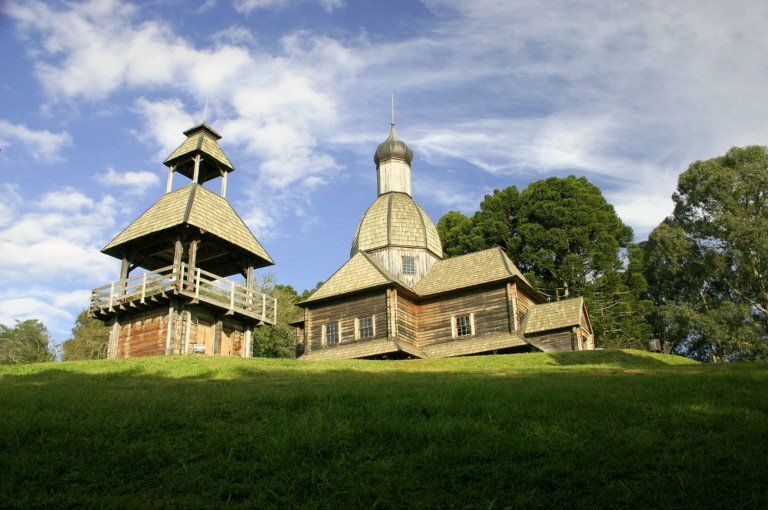
쿠리치바: 남양 삼목과 함께 있는 라이브 오크. 브라질 남부의 아열대 지역에서 흔히 찾을 수 있는 모습이다.

## 같이 보기
- 온난 습윤 기후